# Yudai Konishi
Yudai Konishi (小西 雄大 Konishi Yudai?), född 18 april 1998 i Tokushima prefektur, är en japansk fotbollsspelare.
Konishi började sin karriär 2016 i Gamba Osaka. 2017 flyttade han till Tokushima Vortis.